# 双井子镇
双井子乡，是中华人民共和国辽宁省铁岭市铁岭县下辖的一个乡镇级行政单位。

## 行政区划
双井子乡下辖以下地区：
范家窝棚村、双井子村、双树子村、永收村、泡东村、高家店村、丈沟子村、陈家村、李家窝棚村、高家窝棚村、马圈子村、王家村、狼洞坨村、黄洋泡村、桑墩子村和黑鱼汀村。